# Alejandra Carbone
Alejandra Andrea Carbone (Buenos Aires, 9 dicembre 1975) è una schermitrice argentina, specializzata nel fioretto.
Ha partecipato alle Olimpiadi del 1996, 2000 e 2004 e ai Giochi panamericani del 2003 e del 2007. Nel 2010 ha vinto la medaglia di bronzo ai Giochi sudamericani nel fioretto individuale e in quello a squadre, quest'ultimo risultato ripetuto ai Giochi sudamericani del 2014.

## Palmarès
In carriera ha conseguito i seguenti risultati:
- Giochi panamericani:

Mar del Plata 1995: bronzo nel fioretto a squadre.